# ブヒッド文字
ブヒッド文字（ブヒッドもじ、Buhid）は、フィリピンのミンドロ島南部のブヒッド族の使うブラーフミー系文字の一種。ハヌノオ文字とともにマンヤン文字とも呼ばれる。今も使われる数少ないフィリピンのインド系文字の一種である。 
1999年にフィリピンの他の文字とともにUNESCO世界の記憶に登録された。

## 概要
ブヒッド族はマンヤンと総称されるミンドロ島先住民族のひとつである。エスノローグによると2009年のブヒッド語話者数は9370人である。
ブヒッド文字とハヌノオ文字は字形は異なるが構造はほとんど同じで、母音字が3文字(a i u)と子音が15文字ある。子音は単独では潜在母音aが後続し、iが後続するときには上、uが後続するときには下に短い横線を加える。
ブヒッド文字はブヒッド語の音韻をあまり正確に表現することができない。実際のブヒッド語には6つの母音(a i u e o ʌ)があり、子音にも文字の存在しない f がある。

## Unicode
2002年のUnicodeバージョン 3.2 で、フィリピンの他の文字（タガログ文字、ハヌノオ文字、タグバヌワ文字）とともに追加された。ブロックの範囲はU+1740..U+175Fである。
| Buhid  |   |   |   |   |   |   |   |   |   |   |   |   |   |   |   |   |
|        | 0 | 1 | 2 | 3 | 4 | 5 | 6 | 7 | 8 | 9 | A | B | C | D | E | F |
| U+174x | ᝀ | ᝁ | ᝂ | ᝃ | ᝄ | ᝅ | ᝆ | ᝇ | ᝈ | ᝉ | ᝊ | ᝋ | ᝌ | ᝍ | ᝎ | ᝏ |
| U+175x | ᝐ | ᝑ | ᝒ  | ᝓ  |   |   |   |   |   |   |   |   |   |   |   |   |